# Kodeks Laudiański
Codex Laudianus (Gregory-Aland no. Ea albo 08, Soden α 1001) – bilingwiczny grecko-łaciński kodeks majuskułowy Nowego Testamentu, nazwany Laudianus od swego ostatniego właściciela, arcybiskupa Williama Lauda. Powstał na Sardynii w VI wieku. Od XVII wieku przechowywany jest w Bodleian Library. Końcowe partie rękopisu zostały utracone. Pod względem tekstualnym najbliższy jest bizantyńskiej tradycji tekstualnej. Tekst łaciński bliższy jest Wulgacie, niż rękopisom starołacińskim. Cytowany jest w krytycznych wydaniach greckiego Nowego Testamentu. Jest najstarszym greckim rękopisem zawierającym wiersz Dz 8,37.

## Opis
Tekst grecki i łaciński pisany jest w dwóch paralelnych kolumnach na tej samej stronie. Kodeks zawiera 227 kart (27 × 22 cm) i jest niemal kompletnym tekstem Dziejów Apostolskich, z luką w Dz 26,29-28,26. Pierwotnie zawierał prawdopodobnie również Listy powszechne. Utracona partia Dziejów zajmowała sześć lub siedem kart. Pergamin jest bardzo cienki i bardzo często widoczne jest pismo z przeciwnej strony pergaminu.
Tekst pisany jest w dwóch kolumnach na stronę, 24 linijkach w kolumnie. W lewej kolumnie jest tekst łaciński, w prawej – grecki. Tekst pisany jest kolometrycznie. Litery są wielkie, grube i okrągłe. Brak przydechów oraz akcentów. Litery iota oraz ypsilon często posiadają dierezę. Kształt litery ksi jest bardziej skomplikowany niż zazwyczaj. Bruce M. Metzger twierdzi, że skryba musiał często zanurzać pióro w kałamarzu, przez co styl pisma pozostał niezdarny.
Tekst łaciński był poprawiany przez trzech korektorów. Korektor z VII wieku dodał na marginesach podział tekstu na rozdziały, w Dz 26,24 podział dochodzi do 58 rozdziału.
Na ostatniej zachowanej karcie kodeksu – folio 227 verso – znajduje się nota: Φλ[αυιος] Πανκρατιος συν θεω επαρχων δουξ Σαρδινιας.

## Tekst
Grecki tekst kodeksu jest przykładem tekstu mieszanego. Przeważa w nim element bizantyński,
ponadto rękopis zawiera też niemałą liczbę lekcji właściwych dla innych tradycji zachodniej i aleksandryjskiej. Kurt Aland dał mu następujący profil tekstualny – 361 211/2 222 22S (profil Alanda dotyczy tylko tych miejsc, w których najczęściej zachodzą różnice pomiędzy najważniejszymi tradycjami tekstualnymi). To znaczy, że według Alanda tekst rękopisu reprezentuje bizantyńską tradycję tekstualną w 36 miejscach profilowych; 21 razy jest zgodny zarówno z bizantyńską tradycją, jak i oryginalnym tekstem. 22 razy wspiera tekst oryginalny przeciwko bizantyńskiemu, ponadto zawiera 22 niezależnych i szczególnych wariantów (Sonderlesarten). W oparciu o ten profil Kurt Aland zaliczył tekst rękopisu do II kategorii.
Dawniej sądzono, że tekst łaciński był uzgadniany z greckim, jednak Ropes i Clark wykazali, że wiele „zachodnich” wariantów w tekście greckim pochodzi z tekstu łacińskiego. Tekst łaciński jest bliższy dla Wulgaty niż Kodeksu Bezy. Friedrich Blass w 1895 roku zauważył, że zachodzi duża zgodność z cytatami Dziejów Apostolskich w dziełach Lucyfera z Cagliari. Oznacza to, że typ tekstu reprezentowany przez Kodeks Laudiański był obecny na Sardynii w wieku IV.
Jest najwcześniejszym znanym greckim rękopisem zawierającym wiersz Dz 8,37 (etiopski eunuch wyznaje swoją wiarę). Wiersz ten zawierają liczne greckie minuskuły, Codex Gigas, Wulgata, niektóre syryjskie rękopisy i koptyjski Codex Glazier (IV/V wiek). Tradycja wyznania wiary Etiopczyka jest jednak znacznie starsza i sięga końca II wieku, znał ją już Ireneusz z Lyonu i cytuje w swoim Contra Haeresis (III,XII.8). Krytycy tekstu są zdania, że wiersz najpierw został wprowadzony na marginesie biblijnego tekstu i pełnił rolę komentarza wyjaśniającego, że wyznanie wiary poprzedziło chrzest. Późniejsi kopiści wprowadzili go do tekstu głównego.
W Dziejach 12,25 tekst łaciński wspiera wariant απο Ιερουσαλημ εις Αντιοχειαν (z Jerozolimy do Antiochii); wariant ten jest wspierany również przez minuskuł 1175 oraz lekcjonarz 1178. Niektóre greckie rękopisy przekazują wariant w brzmieniu εξ Ιερουσαλημ εις Αντιοχειαν (z Jerozolimy do Antiochii), są to: 429, 945, 1739 i 1891. Spośród starożytnych przekładów wariant wspierają: starołaciński Perpinianensis, Peszitta, przekład na saidzki dialekt języka koptyjskiego (copsa) oraz przekład gruziński. Większość rękopisów przekazuje wariant εις Ιερουσαλημ (do Jerozolimy).
W Dziejach 16,12 termin κολωνια (kolonia) został zapisany w formie κωλονια.
W Dziejach 18,26 przekazuje wariant την οδον του κυριου (drogę Pańską); wariant ten jest wspierany przez minuskuły 1505, 2495 oraz lekcjonarz 598.

## Historia

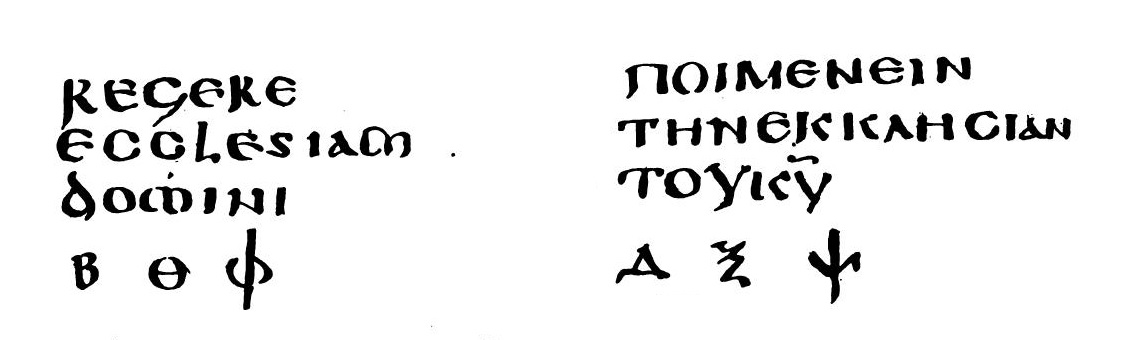
Facsimile Scrivenera (1874); trzy górne linijki zawierają fragment Dz 20,28, w czwartej linijce wybór sześciu liter z różnych partii rękopisu

Paleograficznie datowany jest na VI lub VII wiek, przy czym większość paleografów i krytyków tekstu opowiada się za VI wiekiem. Na ostatniej karcie rękopisu, na stronie verso, rękopis zawiera notę nawiązującą do dekretu wydanego przez bizantyjskiego zarządcę wyspy Sardynia imieniem Flavius Pancratius. Oznacza to, że rękopis musiał powstać po 534 roku. Andrea Lai datuje go na koniec VI wieku lub początek VII wieku. INTF datuje go na VI wiek. Przyjmuje się zwykle, że rękopis powstał na Sardynii. Scrivener przypuszczał, że przywieziony został do północnej Anglii przez Teodora z Tarsu, w 668 roku. Frederic George Kenyon zaproponował w 1939 roku, że mógł go również przywieźć Ceolfryd na początku VIII wieku. Prawdopodobnie został zdeponowany w jednym z wielkich klasztorów w Północnej Anglii. W latach 709-716 Beda Czcigodny pisał Expositio Actuum Apostolorum Retractata w oparciu o ten rękopis, co oznacza, że najprawdopodobniej znajdował się w bibliotece klasztoru Wearmouth-Yarrow.
W nieznany sposób dostał się do biblioteki katedralnej w Würzburgu. W 1631 roku, podczas wojny trzydziestoletniej, znaleźli go tu Szwedzi i przekazali arcybiskupowi Williamowi Laudowi, wraz z wieloma innymi rękopisami. W 1636 roku Laud przekazał go Bodleian Library w Oksfordzie, wraz z innymi rękopisami, gdzie przechowywany jest po dziś dzień (Laud. Gr. 35 1397, I,8). Frederic George Kenyon oceniał, że jest to najcenniejszy rękopis biblijny przechowywany w tej bibliotece.
Na listę rękopisów Nowego Testamentu wciągnął go Johann Jakob Wettstein, który nadał mu siglum E. W 1908 C.R. Gregory nadał mu siglum 08.
John Mill wykorzystał go w swoim wydaniu greckiego Nowego Testamentu w roku 1709 (jako Laud 3). Tekst został opublikowany w 1715 roku przez Thomasa Hearne, jednak z błędami. Ponownie w 1864 roku z większą dokładnością opublikował go E.H. Hansell, a w 1870 roku Konstantin von Tischendorf, który polecił wykroić specjalną czcionkę na potrzeby tego wydania. Tekst łaciński opublikował ponownie Joannes Belsheim.
Pierwsze facsimile kodeksu wydał Scrivener w trzecim wydaniu „A Plain Introduction” (1883), następnie: H.J. Vogels, William Hatch, Guglielmo Cavallo, Bruce M. Metzger, H. Ueker, J. Irigoin oraz Andrea Lai.
Rękopis ponadto badali: Griesbach, James H. Ropes, B.R. Motzo, R.L. Poole, Albert C. Clark, M.-J. Lagrange, O. Kenneth Walther.
Od XVIII wieku cytowany jest we wszystkich ważnych wydaniach greckiego Nowego Testamentu. Cytują go: UBS3, UBS4, NA26 oraz NA27. W NA27, został zaliczony do pierwszorzędnych świadków tekstu Nowego Testamentu.